# (26247) Doleonardi
(26247) Doleonardi est un astéroïde de la ceinture principale.

## Description
(26247) Doleonardi est un astéroïde de la ceinture principale d'astéroïdes. Il fut découvert le 17 août 1998 à Socorro (Nouveau-Mexique) par le projet LINEAR. Il présente une orbite caractérisée par un demi-grand axe de 2,38 UA, une excentricité de 0,15 et une inclinaison de 2,2° par rapport à l'écliptique.

## Compléments